# Cmentarz Poległych Obrońców Westerplatte
Cmentarz Żołnierzy Wojska Polskiego – cmentarz w Gdańsku. Symboliczne miejsce spoczynku polskich żołnierzy, poległych w obronie Westerplatte podczas wojny obronnej 1939 roku. Od 1971 na cmentarzu spoczywają, sprowadzone z Włoch, szczątki majora Henryka Sucharskiego. Powierzchnia cmentarza wynosi 0,15 ha.

## Historia

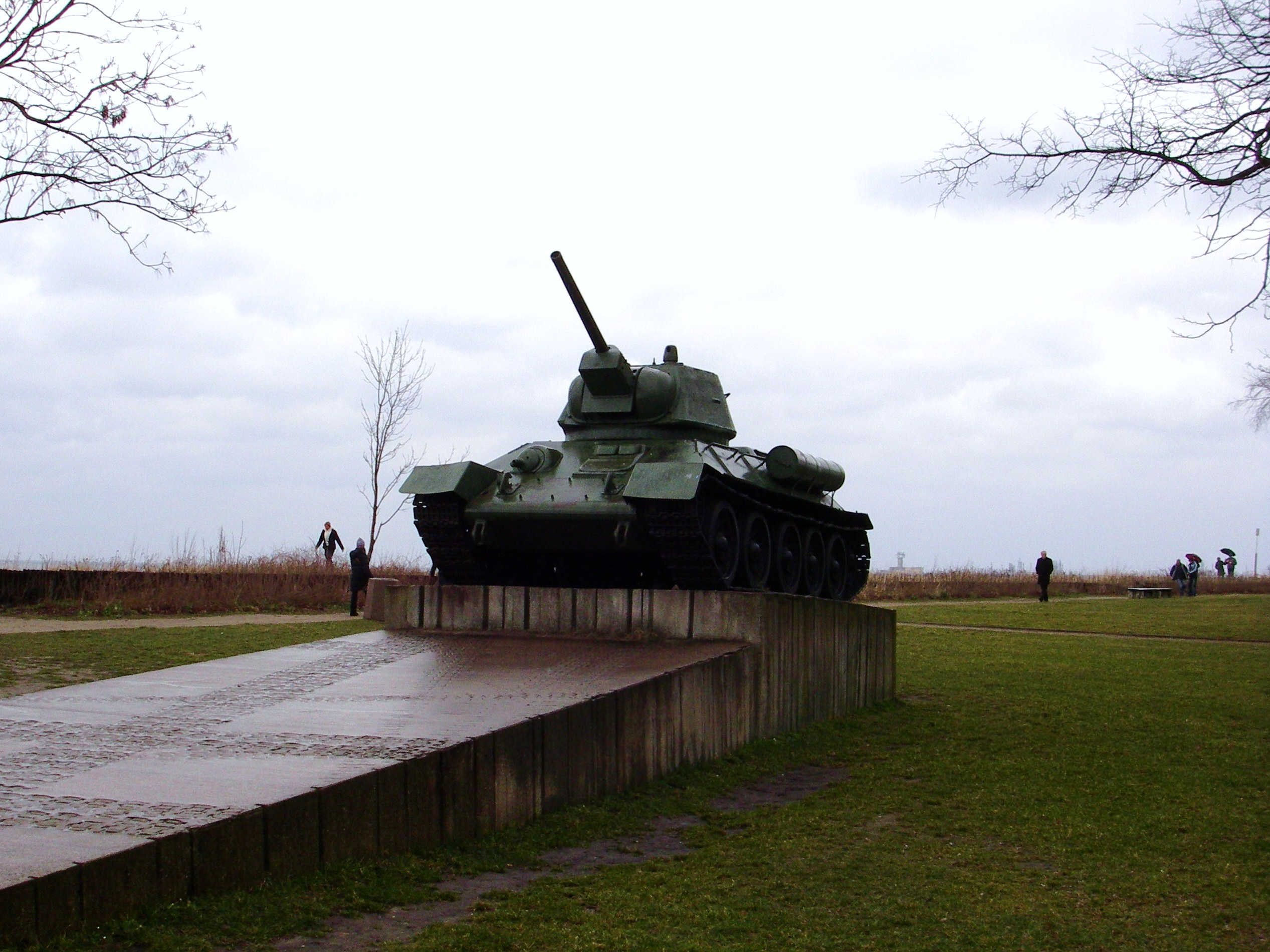
Czołg-pomnik T-34 po przeniesieniu w pobliże dawnej placówki „Fort”, 2005

Cmentarz usytuowano na miejscu zniszczonej wskutek bombardowania 2 września 1939 wartowni nr 5, w pobliżu której Niemcy pochowali poległych Polaków. Z inicjatywy dowódcy obrony Westerplatte kpt. Franciszka Dąbrowskiego w 1946 został odsłonięty nagrobek ku czci żołnierzy poległych na Westerplatte. W latach 1962–1966 trwały prace przy poszerzeniu pobliskiego Kanału Portowego, budowie nowego nabrzeża i nowym zagospodarowaniu oraz uporządkowaniu terenu Westerplatte, w tym budowie monumentalnego Pomnika Obrońców Wybrzeża. Cmentarzowi również został nadany nowy wystrój, którego głównym elementem stał się stojący bezpośrednio za mogiłą czołg-pomnik T-34 (model 1943) Brygady Pancernej im. Bohaterów Westerplatte, w 1945 walczący o Gdynię. W 1989, z okazji pięćdziesiątej rocznicy walk na Westerplatte, cmentarz został poddany modernizacji, a czołg przeniesiony w pobliże dawnej placówki „Fort”, skąd został trwale usunięty w 2007 (przekazany do Lubuskiego Muzeum Wojskowego w Drzonowie). 
Pochówek szczątków poległych obrońców, odnalezionych w wyniku prac archeologicznych w 2019, odbył się z udziałem władz państwowych, województwa pomorskiego oraz Gdańska 4 listopada 2022. Pochowani to plutonowy Adolf Petzelt (dowódca Wartowni nr 5), kapral Bronisław Perucki, kapral Jan Gębura, starszy strzelec Władysław Okrasa, legionista Ignacy Zatorski, starszy legionista Zygmunt Zięba i legionista Józef Kita. Pozostali dwaj żołnierze zostali oznaczeni jako NN. Pochowano również dowódcę Wojskowej Składnicy Tranzytowej z 1939 majora Henryka Sucharskiego.